# Isabel Jorge
Isabel Jorge es una conductora, docente, periodista, relacionista pública y locutora uruguaya.
Fue conductora entre 2001 y 2003 del programa Café Versátil.
Trabajó en las radios CX 36,CX 20, CX 12, CX 16, 1010 AM, también en Canal 5 y Canal 3. Recibió en 2003 el Premio Morosoli entregado por la Fundación Lolita Rubial.